# Mariosousa mammifera
Mariosousa mammifera là một loài thực vật có hoa trong họ Đậu. Loài này được (Schltdl.) Seigler & Ebinger mô tả khoa học đầu tiên năm 2006.